# József János (költő)
József János (Szentábrahám, 1859. november 3. – Brassó, 1935. március 16.) erdélyi magyar elbeszélő, költő.

## Életútja
Elemi iskoláit Torockón, a tanítóképzőt 1881-ben Székelykeresztúron végezte. Firtoson volt tanító (1882–1925). Elbeszéléseivel, verseivel, epigrammáival a szülőföld szeretetét ápolta. Az Unitárius Közlöny munkatársa.

## Kötetei
- Firtosi rezedák (versek és elbeszélések, Székelyudvarhely, 1936)